# Angelo Minghetti
Angelo Minghetti (1822 – 1885) è stato un ceramista italiano e pittore di maiolica.

## Biografia
Minghetti risiedeva a Bologna, dove aveva studiato all'Accademia di Belle Arti. Si trasferì ad Ancona, dove prestò servizio nell'Esercito Pontificio e fu accusato di furto di provviste. Nel 1843 fu assolto e tornò a Bologna, fondando una fabbrica per la produzione di maiolica. Le sue sculture, come figure e busti, erano spesso dipinte.  Angelo Minghetti presentò il suo lavoro in varie esposizioni nazionali, tra cui quella del 1880 a Torino e quella del 1883 a Roma.
Angelo Minghetti è sepolto nel Cimitero monumentale della Certosa di Bologna.

## Manifattura ceramica Minghetti
La manifattura-laboratorio fu fondata da Angelo Minghetti nel 1850.
Alla morte dell'artista, passò in mano ai figli Gennaro e Arturo. Nel 1908 Aurelio, figlio di Gennaro, diede all'azienda il nome di Ceramiche Artistiche Angelo Minghetti & Figli. L'attività fu chiusa definitivamente nel 1967.